# 니시노지리촌
니시노지리촌(西野尻村)은 도야마현 도나미군·니시토나미군에 있던 촌이다. 

## 역사
- 1889년 4월 1일 - 정촌제 시행에 의해 도나미군 니시노지리촌이 성립하였다.
- 1896년 3월 29일 - 군 개편에 의해 도나미군에서 분립해, 니시토나미군이 성립하여,  니시토나미군에 속하게 되었다.
- 1957년 9월 30일 - 니시노지리촌이 후쿠미쓰정, 후쿠노정에 분할 편입되었다.

## 참고문헌
- 『市町村名変遷辞典』東京堂出版、1990年。